# Pronolagus randensis
Pronolagus randensis là một loài động vật có vú trong họ Leporidae, bộ Thỏ. Loài này được Jameson mô tả năm 1907.
Loài thỏ này chỉ được tìm thấy trên lục địa Châu Phi, chủ yếu ở phần phía nam của lục địa. Zimbabwe và Namibia được cho là có quần thể thỏ rừng đá đỏ lớn nhất và nó được cho là có ở khắp cả hai quốc gia. Nam Phi có một quần thể thỏ rừng đá đỏ này nhưng nó chỉ được tìm thấy ở phần tây bắc của đất nước. Botswana cũng có dân số ở Đồi Tswapong.